# Dragon Ball Super: Super Hero
Dragon Ball Super: Super Hero (em Portugal: Dragon Ball Super: Super-Herói) é um filme de ação animado de fantasia, o vigésimo primeiro filme da série de mangá e anime Dragon Ball, o segundo filme baseado na série Dragon Ball Super e o quarto produzido com o envolvimento direto de Akira Toriyama e o primeiro a ser produzido principalmente usando animação 3D. O filme segue Piccolo e seu ex-aluno Gohan em uma missão para salvar o mundo da recém-reformada Força Red Ribbon.
O filme é o primeiro a introduzir uma reiteração de Cell após a Saga do Cell original. Foi originalmente programado para ser lançado no Japão em 22 de abril de 2022, mas foi lançado em 11 de junho devido a um ataque cibernético na Toei Animation. Estreou em 18 de agosto de 2022 nos cinemas do Brasil e de  Portugal. O filme recebeu críticas positivas, com elogios pela nostalgia, desenvolvimento de personagens, fan service, animação, história, humor e relacionamento entre Gohan e Piccolo, com muitos críticos considerando-o superior ao seu antecessor: Broly. O filme arrecadou mais de US$ 86 milhões em todo o mundo, tornando-se a segunda maior bilheteria de Dragon Ball até hoje.